# Shizhongshan-Grotten
Die Shizhongshan-Grotten (chinesisch 石鐘山石窟 / 石钟山石窟, Pinyin Shízhōngshān shíkū, englisch Shizhongshan Grottoes bzw. Stone Bell Mountain Caves) oder Shizhongshan-Felshöhlen, die auch unter dem Namen Shizhongshan-Grotten in Jianchuan (劍川石鐘山石窟 / 剑川石钟山石窟,  Jiànchuān Shízhōngshān Shíkū, englisch Jianchuan Stone Bell Mountain Buddhist Caves) bekannt sind, befinden sich im Südwesten von Jianchuan 剑川 in der Provinz Yunnan, China. Es handelt sich um eine Reihe von buddhistischen Höhlentempeln aus der Zeit der Reiche Nanzhao und Dali.
Die wichtigsten Grotten sind verbreitet über das Gebiet von Shizhongsi 石钟寺, Shiziguan 狮子关 und Shadengcun 沙登村.
Es ist eine große Vielfalt an Skulpturen erhalten. Unter den Bildnissen befinden sich Buddhas, Bodhisattvas, Könige, Königinnen, Hofdamen, Zivilbeamte, Militärs u. a. Ihre Kleider sind im Stil der nationalen chinesischen Minderheiten. Sie zählen zum künstlerischen Erbe der Volksgruppe der Bai (白). 
Seit 1961 stehen die Stätten der Shizhongshan-Grotten auf der Liste der Denkmäler der Volksrepublik China in Yunnan (1-47).